# Remat Brașov
Remat Brașov este o companie care se ocupă cu colectarea și prelucrarea deșeurilor, din România.
A fost înființată în anul 1948 și a funcționat sub diferite denumiri: Intreprinderea pentru Colectarea Materialelor (I.C.M.) și Intreprinderea Județeană pentru Recuperarea și Valorificarea Materialelor Reciclabile (I.J.R.V.M.R.).
În anul 1994 societatea a fost privatizată.
Remat Brașov este acționar majoritar la Remat Bacău, Remat Mureș, 3 R S.A. Craiova și acționar semnificativ la Remat Covasna.
Compania deține puncte de lucru în județele Brașov, Bacău, Covasna, Mureș, Dolj, Harghita, Sibiu.
Este una dintre cele mai mari companii de reciclare de fier vechi din România.